# دیوید یاکوباشویلی
داویت میخیلیس دزه ایاکوباشویلی  (به گرجی: დავით მიხეილის ძე იაკობაშვილი)؛ یا دیوید میخایلوویچ یاکوباشویلی  (به روسی: Давид Михайлович Якобашвили) یک تاجر گرجی و یکی از بنیان گذاران ویم بیل دان فودز از بزرگترین شرکت های غذایی روسیه است. او در سال ۲۰۱۰ همراه با شریکانش بزرگترین شرکت صنایع غذایی در روسیه (WBD) را به ارزش ۵٫۸ میلیارد دلار به پپسی‌کوی آمریکایی فروختند.. مجله فوربز در سال ۲۰۱۴ دارایی های یاکوباشویلی را ۱٫۲ میلیارد دلار برآورد کرد.
یاکوباشویلی هم اکنون به عنوان معاون رئیس اتحادیه صنعتگران و کارآفرینان روسیه نیز فعالیت می کند.
وی مالک ۵۱ درصد از سهام گروه انرژی پتروکاس است که بیش از ۲۰۰ پمپ بنزین در آذربایجان ،قزاقستان و ارمنستان دارد.

## ثروت
ثروت یاکوباشویلی در چند سال بارها دچار تغییر شد.در سال ۲۰۱۴ وی یک میلیاردر بود اما در طول پنج سال ثروت وی کاهش یافت و سال ۲۰۱۹ فوربز ثروت او را ۷۵۰ میلیون دلار اعلام کرد.
| سال                   | ۲۰۱۲ | ۲۰۱۳ | ۲۰۱۴ | ۲۰۱۵ | ۲۰۱۶ | ۲۰۱۷ | ۲۰۱۸ | ۲۰۱۹ |
| ارزش خالص ($ میلیارد) | 0,95 | 0,95 | 1,2  | 0,95 | 0,9  | 0,9  | 0,8  | 0,75 |
| رتبه بندی در روسیه    | 106  | 118  | 91   | 102  | 96   | 120  | 132  | 145  |